# Omaia Elwan
Omaia Elwan (* 1. August 1932 in Kairo) ist ein ägyptischer Rechtswissenschaftler und ehemaliger Akademischer Direktor an der Ruprecht-Karls-Universität Heidelberg.

## Leben
Elwan studierte Rechtswissenschaften an der Universität Kairo, wo er 1953 seine Licence en droit erwarb. 1954 und 1955 erwarb er in Kairo zudem das Diplome d’Etudes Supérieures de Doctorat im Privatrecht und im Öffentlichen Recht; an der Universität Rennes erwarb er diesen Grad 1959 zudem im romanischen Recht und der Rechtsgeschichte. Anschließend hielt sich Elwan im Rahmen eines Forschungsaufenthalts an der Universität Heidelberg auf, wo er 1962 mit magna cum laude zum Dr. iur.  promovierte. Auch nach seiner Promotion forschte Elwan, unterstützt durch ein Stipendium der Alexander von Humboldt-Stiftung, weiter in Deutschland. Ab 1963 arbeitete er als wissenschaftlicher Mitarbeiter am Hamburger Max-Planck-Institut für ausländisches und internationales Privatrecht, kehrte 1964 aber nach Heidelberg ans dortige Institut für Ausländisches und Internationales Privat- und Wirtschaftsrecht, wo er als Akademischer Direktor tätig war. Von 1973 bis 2011 arbeitete als Referent für die arabischen Staaten am Heidelberger Max-Planck-Institut für ausländisches öffentliches Recht und Völkerrecht. 1997 wurde er von der Universität Kairo zum Professor Emeritus ernannt. Seit seiner Pensionierung hält er ehrenamtlich  an der Universität Heidelberg eine Blockvorlesung zum islamischen Recht.

## Werke (Auswahl)
- Die Stellvertretung in dogmengeschichtlicher und rechtsvergleichender Sicht. Universitätsverlag, Heidelberg 1963 (Dissertation).
- mit Bruno Menhofer und Dirk Otto: Gutachten zum ausländischen Familien- und Erbrecht : Naher und Mittlerer Osten, Afrika und Asien. Verlag für Standesamtswesen, Frankfurt am Main 2005, ISBN 3-8019-5696-2.